# Фёдоров, Александр Петрович (конструктор)
Алекса́ндр Петро́вич Фёдоров (1872 — после 1910) — русский изобретатель и конструктор.

## Биография
Родился 4 февраля (ст. ст.) 1872 года в дворянской семье. Обучался в Александровском кадетском корпусе, затем в Московском пехотном юнкерском училище. Некоторое время служил в пехотном полку унтер-офицером. 
Выйдя в отставку, продолжил техническое образование во Франции. По возвращении в Россию служил в конторе по технической части. Сотрудничал с различными газетами и журналами, популяризируя научные достижения. В 1899 году издавал в Петербурге газету «Политехника» («еженедельную газету теоретической и практической техники и прикладных знаний»).

## «Новый принцип воздухоплавания»
В 1896 году в Санкт-Петербурге издал брошюру «Новый принцип воздухоплавания, исключающий атмосферу, как природную среду», в которой было описано устройство принципиально нового технического аппарата — пилотируемой ракеты для перемещения в атмосфере. В качестве рабочего тела Фёдоров предлагал использовать пар, сжатый воздух и углекислый газ.
С работой Фёдорова вскоре ознакомился К. Э. Циолковский, и она воодушевила будущего пионера космонавтики на самостоятельные исследования и расчёты. Впоследствии Циолковский писал, что книга Александра Фёдорова подтолкнула его «к серьёзным работам, как упавшее яблоко к открытию Ньютоном тяготения».

## Память
В 1966 году, связи с 40-летием Газодинамической лаборатории (ГДЛ) Комиссия Академии наук СССР по лунным наименованиям присвоила кратерам на обратной стороне Луны имена 10 работников ГДЛ. В том же году ряд кратеров Луны были названы именами других учёных и конструкторов, которые в разное время разрабатывали пороховые и жидкостные ракеты: Засядко, Константинова, Кибальчича, Фёдорова, Поморцева, Тихомирова, Кондратюка, Цандера, Петропавловского, Лангемака, Артемьева, Косберга, Рынина.